# Прејли
Прејли (лет. Preiļi, рус. Прейли) су један од значајних градова у Летонији. Лимбажи су седиште истоимене општине Прејли.

## Природни услови
Прејли је смештен у југоисточном делу Летоније, у историјској покрајини Латгалији. Од главног града Риге град је удаљен 200 километара југоисточно.
Град Прејли се сместио у равничарском подручју, на приближно 125 метара надморске висине. Град се развио на укрштању више важних путева.

## Историја
Први помен Прејлија везује се за средњи век (1250. г.). Насеље је добило градска права 1928. године.

## Становништво
Прејли данас има мање око 8.000 становника и последњих година број становника опада.
Матични Летонци чине већину (55%) градског становништва Прејлија, док остатак чине махом Руси (40%).